# Bettie Serveert
Bettie Serveert è un gruppo musicale olandese attivo dal 1990.

## Storia
Il gruppo venne composto nel 1986 dalla cantante Carol Van Dijk, dal chitarrista Peter Visser, dal bassista Herman Bunskoeke e dal batterista Berend Dubbe. Il primo album, Palomine, venne pubblicato nel 1992 al quale seguirono Lamprey (1995), Dust Bunnies (1997) e un album di cover dei Velvet Underground nel 1998. Poi il batterista Berend Dubbe lasciò il gruppo e venne sostituito da diversi batteristi negli album che seguirono.

## Discografia

### Demo
- 1991 - Bettie Serveert

### Album in studio
- 1992 - Palomine
- 1995 - Lamprey
- 1997 - Dust Bunnies
- 2000 - Private Suit
- 2003 - Log 22
- 2005 - Attagirl
- 2006 - Bare Stripped Naked
- 2010 - Pharmacy of Love
- 2013 - Oh, Mayhem!
- 2016 - Damaged Good

### Raccolte
- 2011 - B-Sides
- 2013 - Rarities
- 2020 - Inside Out

### Live
- 1994 - Leaving All Desires Behind
- 1995 - The Wicked Lounge
- 1998 - Venus in Furs (and Other Velvet Underground Songs)
- 1998 - Marbelous
- 2001 - Deeper Than Sound
- 2003 - Bettie Live 2003
- 2004 - Sea of Sounds

### Singoli
- 1992 - Tom Boy
- 1992 - Palomine
- 1993 - Kid's Allright
- 1994 - Ray Ray Rain
- 1995 - Crutches
- 1995 - Something So Wild
- 1996 - All the Other Fish /Misry Galore
- 1997 - What Friends?
- 1997 - Rudder
- 1997 - Co-Coward
- 2000 - Private Suit
- 2000 - White Tales/Unsound
- 2003 - Wide Eyed Fools
- 2003 - Smack
- 2006 - Hell = Other People
- 2009 - Deny All
- 2012 - Had2BeYou

## Membri
- Carol Van Dijk: voce
- Peter Visser: chitarra
- Herman Bunskoeke: basso
- Berend Dubbe: batteria (1986-1998)